# Ilona Babich
Ilona Babich (en ucraniano: Ілона Бабіч) es una deportista ucraniana que compitió en tiro con arco, en la modalidad de arco recurvo. Ganó una medalla de oro en el Campeonato Europeo de Tiro con Arco en Sala de 1998, en la prueba de equipo.

## Palmarés internacional
| Campeonato Europeo en Sala | Campeonato Europeo en Sala | Campeonato Europeo en Sala | Campeonato Europeo en Sala |
| Año                        | Lugar                      | Medalla                    | Prueba                     |
| -------------------------- | -------------------------- | -------------------------- | -------------------------- |
| 1998                       | Oldenburgo (Alemania)      | Medalla de oro             | Equipo                     |